# Калу (хребет)
Калу (баш. Ҡалыу, буквальный перевод — «остаться») — горный хребет, западный отрог Южного Урала, расположенный в Башкортостане.
Калу относится к хребтам Башкирского (Южного) Урала.
Хребет Калу растянулся меридионально от широты д. Кабясово Ишимбайского района до широты устья реки Яланайры по правобережью реки Нугуш в Ишимбайском и Бурзянском районах.
Длина хребта — 26 км, ширина — 4 км, абсолютная высота — 771 м. Имеются вершины высотой до 700 м.
Рельеф северной части выровненный; южной — расчленённый речными долинами, седловинами и руслами водотоков.
Состоит из песчаников, алевролитов и сланцев зильмердакской свиты.
Дает начало притокам реки Большой Нугуш.
Ландшафты — смешанные леса на серых лесных почвах и дерново-подзолистых почвах.
Хребет находится на территории заказника «Алтын-Солок».

## Легенды
Среди местного населения записано множество топонимических легенд о происхождении названия. Согласно им, на хребте кто-то был оставлен (старый мулла, покинутый молодой женой; ребенок, которого нечем было кормить и т. д.).